# Tour de Ancara
A Tour de Ancara é uma carreira ciclista de um dia turca que se disputa ao redor da província de Ancara na Turquia. Criada em 2015, faz parte do UCI Europe Tour desde 2015, na categoria 2.2.

## Palmarés
| Ano  | Ganhador       | Segundo                | Terceiro        |
| ---- | -------------- | ---------------------- | --------------- |
| 2015 | Nazim Bakirci  | Fatih Keleş            | Ahmet Örken     |
| 2016 | Serkan Balkan  | Georgi Petrov Georgiev | Mustafa Sayar   |
| 2017 | Brayan Ramírez | Óscar Sevilla          | Eduard Vorganov |

## Palmarés por países
| País     | Vitórias |
| -------- | -------- |
| Turquia  | 2        |
| Colômbia | 1        |